# 光てこ
光てこ方式（ひかりてこほうしき）とは、カンチレバーの先端にレーザーなどの光源を照射させ、レバーの変位を拡大する方式である。
もっとも利用されているのは、半導体レーザーであり、波長655 nmや633 nmの物である。ショットノイズ等を軽減させるために、レーザーの出力はおおよそ1 mW程度まで上げて利用される。また半導体レーザーを用いる場合は、楕円偏光の修正や集光目的でコリメーターレンズを用いる。
また、変位検出には、4分割フォトダイオードや2分割フォトダイオードを用いる。4分割フォトダイオードを用いた際は、AFM信号と、FFM信号を取り出すことができるため、表面形状や、摩擦力の測定を行うことができる。しかし、2分割ダイオードでは表面形状のみである。問題点として指摘されていることは、レーザーの散乱光が試料表面へペンディングを起こすことと言われている。
この光てこ方式は、多くの原子間力顕微鏡製造メーカーによって利用されており、一般的かつ高感度な方法といえる。

## 特許
- 微小部力測定法及び装置 特願昭62-170942(87.7.10) P01-015602 P2138881